# Ana María Orozco
Ana María Orozco (Bogotà, 4 luglio 1973) è un'attrice colombiana naturalizzata argentina.

## Biografia
Figlia dell'attore Luis Fernando Orozco e della conduttrice radiofonica Carmenza Aristizabal, attualmente vive in Argentina con la sua famiglia.
È in attività fin dal 1983, quando giovanissima esordisce nella serie televisiva Pequeños Gigantes. Attrice di soap opera, serie televisive e film per il grande schermo, è nota soprattutto per il personaggio di Beatriz Pinzon Solano, protagonista della telenovela Betty la fea, in cui interpreta una ragazza dall'aspetto sgradevole ma particolarmente intelligente, serie che ha ispirato il telefilm Ugly Betty.

## Vita privata
Nel 1999 si sposa con il collega Julián Arango, da cui divorzia nel 2000. Nel 2005 si risposa con Martín Quaglia; anche questo secondo matrimonio termina con un divorzio nel 2012. Nel 2013 invece si fidanza con Maximiliano Ghione suo attuale compagno.

## Filmografia

### Cinema
- El colombian dream, regia di Felipe Aljure (2005)
- Il topolino Marty e la fabbrica di perle (El ratón Pèrez), regia di Juan Pablo Buscarini (2006)
- Vidas Partidas, regia di Marcos Schechtman (2016)
- Soy tu karma, regia di Marcelo Politano (2017)

### Telenovelas
- Sangre de Lobos (1991)
- La Potra Zaina (1993)
- Flor de Oro (1995)
- La huella de tus Besos (1996)
- Tiempos Difíciles (1996)
- Perro amor (1998)
- Betty la fea (Yo soy Betty, la fea) (1999-2000)
- Ecomoda (2001-2002)
- Los únicos (2011)
- Historias de la primera vez (2012)
- Mi problema con las mujeres (2012)
- Ciclo: Cine para enamorarse (2012–2013)
- Una famiglia quasi perfetta (Somos familia) (2014)
- El regreso de Lucas (2016)
- Simona (2018)

### Serie televisive
- Pequeños Gigantes (1983)
- Imaginate (1987)
- Don Camilo (1988)
- Generación 21 (1988)
- Los duros en Acción (1990)
- Almas de piedra (1992)
- O todos en la cama (1995)
- Mujeres asesinas (2006)
- Amas de Casa Desesperadas (2006-2007)
- Mujeres asesinas (2007)
- Amas de casa Desesperadas 2 (2007-2008)
- Oportunidades (2008)
- Cupido, el negocio del amor (2009)
- Matungo (2014) - miniserie
- Betty la fea - La storia continua (Betty, la fea: la historia continúa) (2024)

## Teatro
- Muelle Oeste (2013)
- Yo soy Betty, la fea (2017)

## Premi
| Anno | Categoria                                                   | Premio                         |
| 1998 | Miglior giovane attrice per Perro Amor                      | Revista Shock de Colombia      |
| 1998 | Miglior attrice non protagonista per Perro Amor             | Simón Bolívar Colombia         |
| 2000 | Miglior rivelazione artistica per Betty la fea              | India Catalina Colombia        |
| 2000 | Miglior attrice internazionale per Betty la fea             | 2 de Oro Venezuela             |
| 2000 | Miglior attrice internazionale per Betty la fea             | Tv Grama Cile                  |
| 2000 | Migliore attrice per Betty la fea                           | Tv Elenco Colombia             |
| 2000 | Miglior attrice protagonista di televonela per Betty la fea | Tv y Novelas Colombia          |
| 2001 | Personaggio internazionale femminile per Betty la fea       | ACE Stati Uniti                |
| 2002 | Personaggio televisivo dell'anno per Betty la fea           | Grupo Editorial Correos Spagna |
| 2002 | Per la miglior televonela Betty la fea del 2001             | Revista TP Spagna              |
| 2002 | Attrice dell'anno per Betty la fea                          | INTE Stati Uniti               |

## Doppiatrici italiane
- Luisa Ziliotto in Una famiglia quasi perfetta
- Marina Thovez in Betty la fea e Ecomoda
- Ilaria Latini in Betty la fea: la storia continua

Da doppiatrice è stata sostituita da:
- Roberta Greganti in Il topolino Marty e la fabbrica di perle